# FIFA 10
FIFA 10 (i Nordamerika FIFA Soccer 10) är ett fotbollsspel från Electronic Arts (EA). Fullversionen av spelet släpptes i Europa (Tyskland) 1 oktober 2009. I bland annat Storbritannien och Sverige släpptes det först den 2 oktober. 10 september 2009 släpptes en demoversion av FIFA 10. Spelet är det första fotbollsspelet med 360 graders rörelseschema för spelaranimationerna.

## Övrig information
- Martin Tyler och Andy Gray är engelska kommentatorer i spelet, samt i en "Träningsvideo" där man får lära sig om hur man dribblar, skjuter, försvarar etc.
- Svenska kommentatorer är Henrik Strömblad och Glenn Hysén.[3]
- Observera att Santiago Bernabéu-stadion (Real Madrids hemmaarena) också finns med på FIFA 10, men den måste först laddas ned gratis från FIFA-butiken.
- Notera även att bland annat Valencias hemmaarena Mestalla, som finns med i tidigare FIFA-spel, inte finns med i FIFA 10.

## Musik
- Fidel Nadal - "International Love"
- BKL JKS - "Lakeside"
- Wyclef Jean - "MVP Kompa"
- The Whitest Boy Alive - "1517"
- The BPA feat. Ashley Beedle - "Should I Stay Or Should I Blow"
- Matt & Kim - "Daylight"
- Röyksopp - "It's What I Want"
- Major Lazer feat. Mr Lexx & Santigold - "Hold The Line"
- Márcio Local - "Soul do Samba"
- Nneka feat. Wesley Williams - "Kangpe"
- Datarock - "Give It Up"
- Pint Shot Riot - "Not Thinking Straight"
- Fabri Fibra - "Donna Famosa"
- Tommy Sparks - She's Got Me Dancing"
- Bomba Estéreo - "Fuego"
- Cut Off Your Hands - "Happy As Can Be"
- Metric - "Gold Guns Girls"
- Peter Bjorn and John - "Nothing To Worry About"
- SoShy - "Dorothy"
- Playing for Change - "War"
- Mexican Institute Of Sound - "Alocatel"
- Auletta - "Meine Stadt"
- The Answering Machine - "It's Over! It's Over! It's Over!"
- Macaco - "Hacen Falta Dos"
- Dananananaykroyd - "Black Wax"
- Los Fabulosos Cadillacs - "La Luz del Ritmo"
- Passion Pit - "Moth's Wings"
- Rocky Dawuni - "Download the Revolution"
- Zap Mama - "Vibrations"
- Children Collide - "Skeleton Dance"
- Balkan Beat Box feat. Tomer Yosef & Saz - "Ramallah Tel Aviv"
- Buraka Som Sistema feat. Pongolove - "Kalemba"
- The Enemy - "Be Somebody"
- CasioKids - "Fot I Hose"